# 이갑선
이갑선(1976년 4월 18일 ~ )은 대한민국의 배우이다.

## 학력
- 한양대학교 경영학과 중퇴

## 출연작

### 영화
- 《긴급조치 19호》 (2002년) - 체육관 군인 역
- 《유아독존》 (2002년) - 깍두기 3 역
- 《해안선》 (2002년) - 헌병 2 역
- 《최후의 만찬》 (2003년) - 카바레 기도 역
- 《미스터 소크라테스》 (2005년) - 형사 4 역
- 《야수》 (2006년) - 구룡파 조직원 역
- 《구미호 가족》 (2006년) - 지하철 장님 역
- 《Mr. 로빈 꼬시기》 (2006년) - 나진국 역
- 《뷰티풀 선데이》 (2007년) - 기철 부하 1 역
- 《우리동네》 (2007년) - 반 형사 역
- 《널 기다리며》 (2016년) - 이 형사 역

### 드라마
- 《별이 되어 빛나리》 (2015년, KBS2) - 용구 역
- 《KBS 드라마 스페셜 - 웃음실격》 (2016년, KBS2) - 셔루트 정 역
- 《오늘의 탐정》 (2018년, KBS2) - 교도관 역
- 《커피야 부탁해》 (2018년, 채널A)